# KV8
Grobowiec KV8 jest miejscem pochówku faraona Merenptaha z XIX dynastii starożytnego Egiptu. Grobowiec ma głębokość ok. 160 m. i zawiera elementy, które we wcześniejszych grobowcach nie występowały - na przykład relief boga słońca Ra. Na końcu korytarza znajduje się komora grobowa.

## Dekoracje

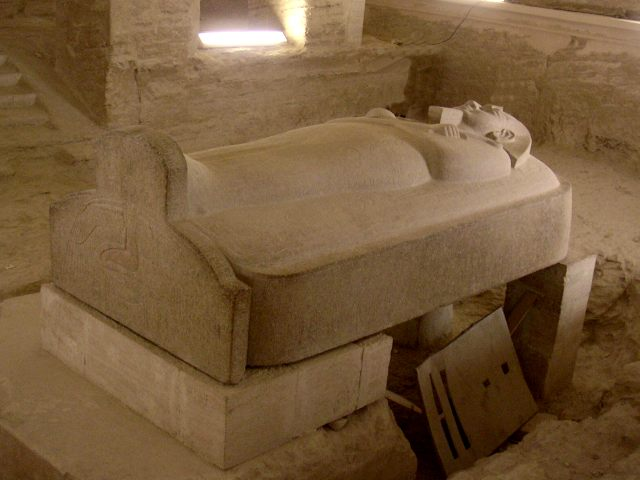
Kamienny sarkofag Merenptaha

Grobowiec zawiera liczne malowidła naścienne, jak na przykład sceny z Litanii do Ra, Księgi Bram, Amduat i Księgi Jaskiń, która pojawiła się po raz pierwszy za panowania Merenptaha. Oprócz tego znajdują się tam przedstawienia z ceremonii Otwierania ust.
Pomimo wielu powodzi w Dolinie Królów, zachowane dekoracje grobowca należą do najlepszych. Wiele dekoracji w przedniej części grobowca (oprócz tych na suficie i górnej części ścian) zostało zniszczonych przez wodę. Ponieważ nie było żadnych zamkniętych komór, archeolodzy są pewni, że już wcześnie ktoś musiał mieć dostęp do grobowca.

## Literatura
- Jan Assmann: Die Inschrift auf dem äußeren Sarkophagdeckel des Merenptah. In: Mitteilungen des Deutschen Archäologischen Instituts, Abteilung Kairo (MDAIK) Nr. 28, 1972, S. 47–73 (online).
- Howard Carter: Report of Work Done in Upper Egypt (1903–1094). In: Annales du service des antiquités de l'Égypte (ASAE) Nr. 6, 1906, S. 116–119.
- Alberto Siliotti: Tal der Könige: die berühmtesten Nekropolen der Welt. K. Müller, Köln 2004, ISBN 3-89893-560-4.